# Constant Chevillon

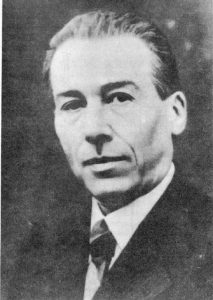
Constant Chevillon

Constant Chevillon (Annoire (Jura), 26 oktober 1880 - Lyon, 25 maart 1944) was een Fransman en soeverein grootmeester van de Ordre Martiniste.
Hij was bovendien grootmeester van de vrijmetselaarsorde van Memphis-Misraïm en van de Rose-Croix Cabbalistique.
Chevillon was bisschop van een Gnostische kerk en stichter van een onafhankelijke Gallicaanse kerk.

## Publicaties
- Et verbum caro factum est
- Le vrai visage de la franc-maçonnerie
- La Tradition universelle
- Orient ou Occident?
- Réflexions sur le temple social
- Du néant à l'être
- La Gnose de Constant Chevillon (postume bundel van ''La Tradition universelle'', ''De Néant à l'être'' en ''Et verbum caro factum est''. (1982))